# مهندسی صوت‌شناسی

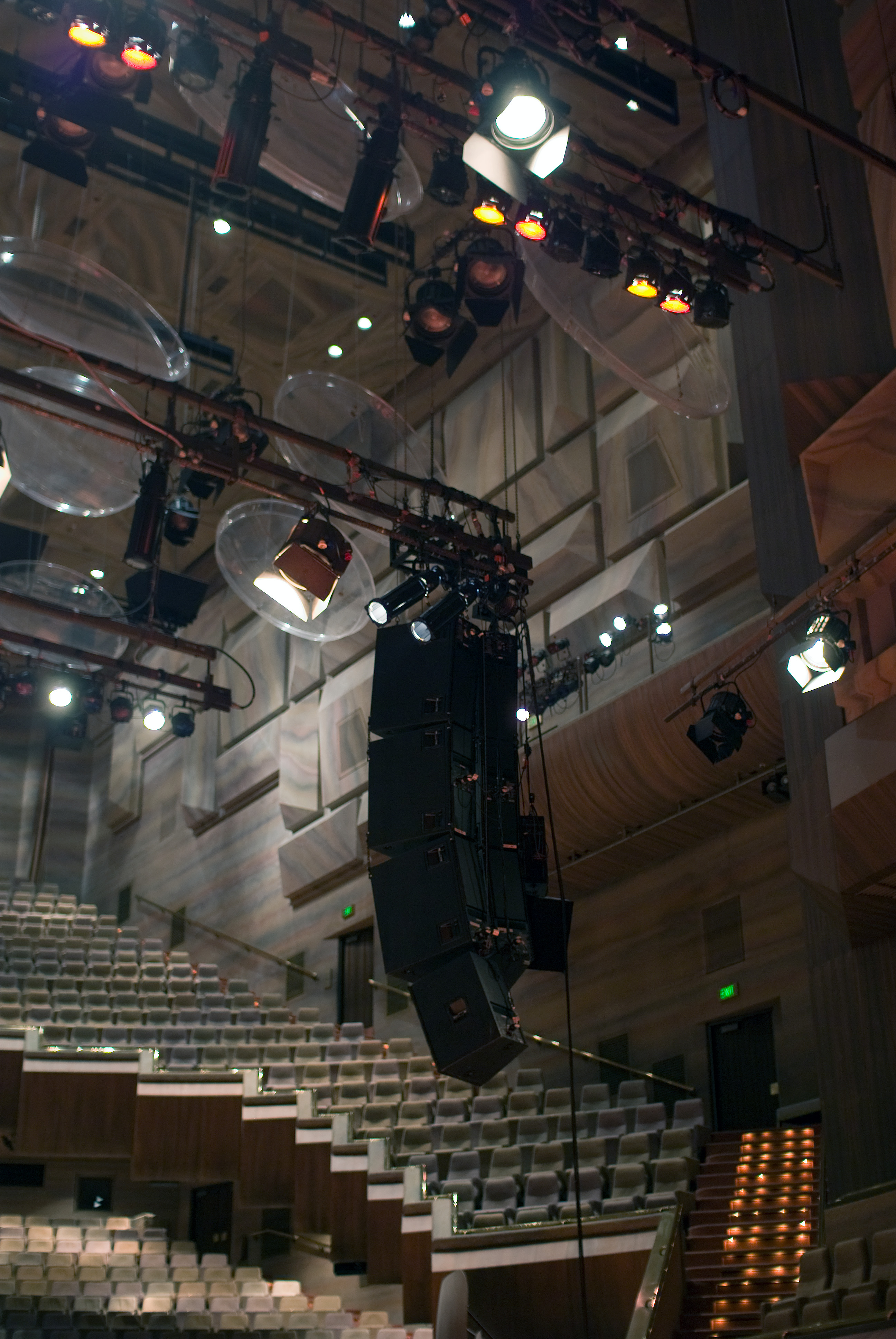

مهندسی آکوستیک (به انگلیسی: Acoustical engineering) شاخه ای از مهندسی است که با صدا و ارتعاش سروکار دارد. این شامل کاربرد آکوستیک (دانش صدا و ارتعاش) در فناوری است. مهندسان آکوستیک معمولاً با طراحی، تجزیه و تحلیل و کنترل صدا مشغول هستند. کاهش نویز ناخواسته تا کاربردهای مثبت صدا، از اهداف مهندسی آکوستیک است.
یکی از اهداف مهندسی آکوستیک می‌تواند کاهش نویز ناخواسته باشد که به آن کنترل سر و صدا گفته می‌شود. سر و صدای ناخواسته می‌تواند تأثیرات قابل توجهی بر سلامتی و رفاه حیوانات و انسانها داشته باشد، میزان پیشرفت دانش آموزان در مدارس را کاهش داده و باعث کاهش شنوایی شود. اصول کنترل نویز به طرق مختلف از جمله کنترل از طریق طراحی مجدد منابع صوتی، طراحی موانع سر و صدا، جاذب‌های صدا، مهارکننده‌ها و مناطق حفاظتی و استفاده از محافظ شنوایی (گوشگیر) اجرا می‌شود.
اما مهندسی آکوستیک فقط در مورد کنترل نویز نیست. همچنین کاربردهای مثبت صدا را شامل می‌شود، از استفاده از سونوگرافی در پزشکی گرفته، تا برنامه‌نویسی دستگاه‌های دیجیتالی صدا؛ و از طراحی یک سالن کنسرت برای افزایش صدای ارکستر، تا مشخص کردن سیستم صوتی ایستگاه راه‌آهن به طوری که اعلانات قابل فهم باشند.